# Macizo Central
El macizo central (en occitano: Massís Central o Massís Centrau; en francés: Massif Central) es una región elevada de Francia, situada al centro-sur del país, que está compuesta básicamente de montañas y mesetas.

## Descripción

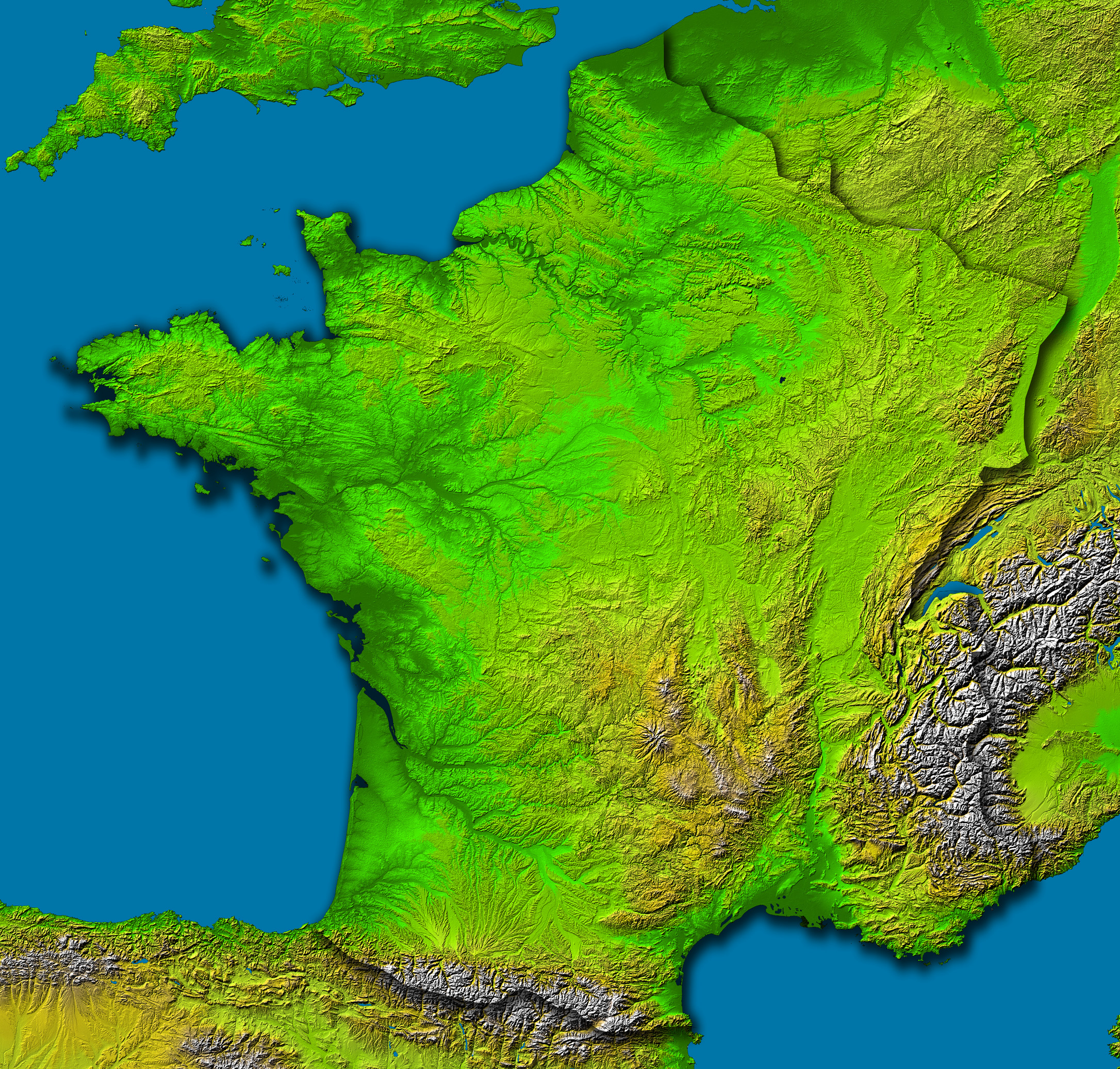
Francia, vista desde la NASA Shuttle Topography Radar Mission. El macizo central es visible como una gran masa marrón en la parte centro-sur del país. En la frontera con Italia, al sureste, están los Alpes y en la frontera con España, al suroeste, los Pirineos.

Se trata de un macizo herciniano que presenta tanto zonas volcánicas, con conos y cráteres bien definidos, sobre todo en Auvernia, como grandes mesetas calizas (causses) de suelo pobre y dedicado frecuentemente al pastoreo de ganado ovino. En las zonas graníticas, o de suelo ácido y clima húmedo, como la meseta Millevaches, o el Aubrac, abundan los brezales y pastos. En los últimos cincuenta años se ha producido un fuerte aumento de la superficie forestal en esta región, antiguamente denominada «la cabeza calva de Francia». Esto se debe en parte al éxodo rural, y a la necesidad de implantar un aprovechamiento racional de los recursos naturales, reorientando la economía de muchas zonas a la producción maderera, como sucede en el Morvan (Borgoña).
Las alineaciones están separadas de los Alpes por una profunda fisura creada por el río Ródano y conocida en francés como el sillon rhodanien (literalmente: 'el surco del Ródano'). También llamado Mazico central francés.

## Administración
Los departamentos siguientes se consideran como parte del macizo Central: Allier, Ardèche, Aveyron, Cantal, Corrèze, Creuse, Haute-Loire, Haute-Vienne, Loire, Lot, Lozère, y Puy-de-Dôme.
Las regiones siguientes son enteramente parte del macizo Central: Auvernia y Lemosín. Parte de las regiones siguientes están en el macizo Central: Languedoc-Rosellón, Mediodía-Pirineos, Borgoña y Ródano-Alpes.
Las mayores ciudades son Clermont-Ferrand y Saint-Étienne.

## Montañas importantes
- Puy de Sancy (1886 m)
- Plomb du Cantal (1855 m)
- Puy Mary (1787 m)
- Mont Lozère (1702 m), la cumbre no volcánica más alta
- Mont Aigoual (1567 m), cerca de Le Vigan
- Puy de Dôme (1464 m)

## Mesetas importantes
- Larzac
- Plateau de Millevaches
- Grands Causses
- Aubrac

## Espacios naturales
El macizo central, debido a su relieve abrupto, clima rudo y sus tierras poco fértiles, ha sufrido una fuerte despoblación, lo que ha permitido que la naturaleza recupere para sí los espacios antiguamente explotados por el ser humano.

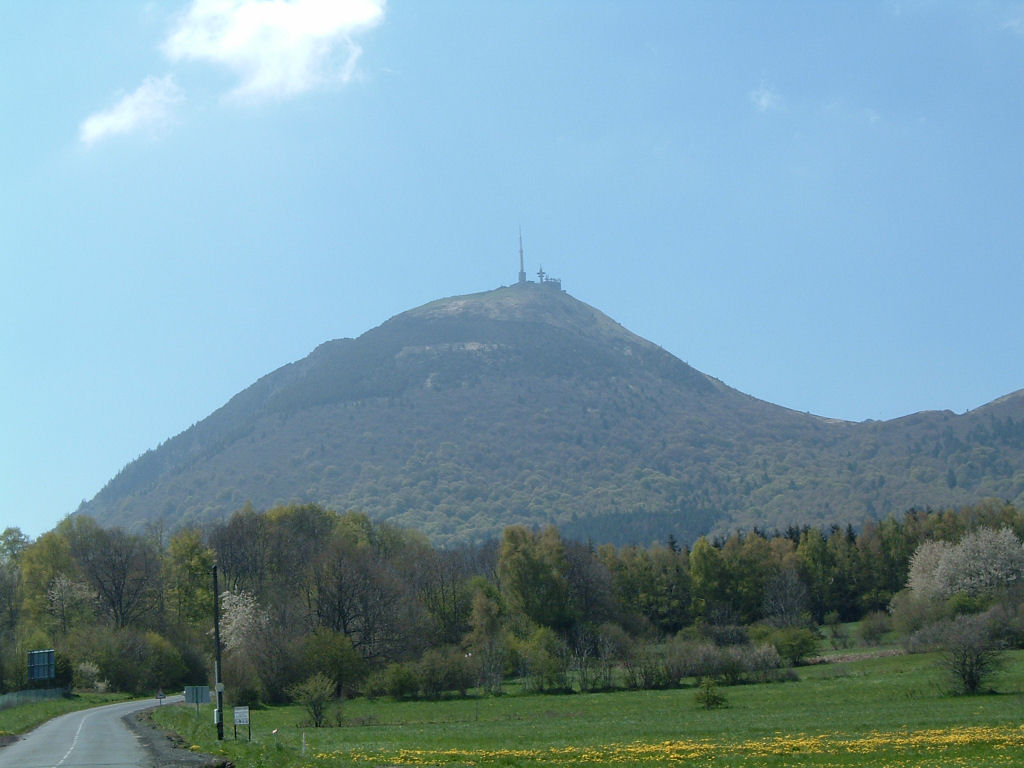
Puy de Dome

Aprovechando esta circunstancia, se han establecido en la zona varios parques naturales regionales y un parque nacional, el parque nacional de las Cevenas. En este último se han reintroducido animales como el castor, la marmota, el rebeco alpino, el ciervo rojo, el corzo, el buitre leonado y el urogallo (reintroducido con escaso éxito), además del no autóctono muflón. Se trata de una zona montañosa de algo más de 300 000 hectáreas, con un clima de transición entre el oceánico y el mediterráneo. Sus montes más altos rondan los 1700 m, y están cubiertos de landas y bosques, en lo que crecen castaños, robles, hayas, pinos silvestres y negrales, abetos, piceas y abetos de douglas. En este parque nacional la reglamentación no es tan estricta como en otros parques franceses con respecto a las actividades tradicionales (pastoreo y explotación forestal sostenible).
Precisamente, en el área del parque es donde se habrían situado las andanzas de la tristemente célebre bestia de Gévaudan. 
Entre los parques naturales regionales podemos señalar: PNR. du Morvan, Parque natural regional de las Grands Causses, PNR.du Haut-Languedoc, PNR. des Monts d'Ardeche, PNR. des Causses du Quercy, PNR. des Volcans d'Auvergne, PNR. de Millevaches en Limousin, PNR. Livradois-Forez, PNR.du Pilat.